# Mariana Crioula
Mariana Crioula (geboren am Anfang des 19. Jahrhunderts; gestorben Mitte des 19. Jahrhunderts in Brasilien) war eine Sklavin, die im Herrenhaus des Generals Manuel Francisco Xavier in Paty dos Alferes arbeitete. Gemeinsam mit Manuel Congo führte sie 1838 einen der größten Sklavenaufstände der Zeit an („A Revolta de Vassouras“), der jedoch vom brasilianischen Militär niedergeschlagen wurde.

## Leben
Über die Herkunft Mariana Crioulas ist wenig bekannt. Sie arbeitete als Näherin und Mucama bei Francisca Elisa Xavier, Gattin des Generals Manuel Francisco Xavier, im Herrenhaus des Ehepaars auf dem Kaffeeplantagen-Gut Maravilha in Paty dos Alferes in der Provinz Rio de Janeiro (heute Bundesstaat Rio de Janeiro) im Kaiserreich Brasilien. Sie wurde als „Lieblingssklavin“ von Francisca Elisa Xavier bezeichnet und durfte aufgrund dessen im Herrenhaus leben und schlafen. Mariana Crioula war eine der wenigen verheirateten Sklaven, ihr Ehemann José arbeitete auf der Kaffeeplantage des Guts.
Nachdem Anfang November 1838 ein weißer Vorarbeiter den Sklaven Camilo Sapateiro ohne Grund erschossen haben soll, organisierten sich die Sklaven, um am 5. November 1838 die größte Flucht von Sklaven in der Geschichte von Rio de Janeiro zu organisieren. Die Revolte, die unter dem Namen „A Revolta de Vassouras“ in die Geschichte einging, führte der Schmied Manuel Congo an, der auch auf dem Gut arbeitete. Zahlreiche Sklaven, auch aus den umliegenden Gütern, schlossen sich ihm an, wie auch Mariana. Manuel wurde von der Gruppe zum „König“ (rei) des Quilombos ernannt, Mariana zur „Königin“ (rainha). Die Gruppe, die zwischen 300 und 400 Menschen umfasst haben soll, floh in die Wälder von Santa Catarina am Rand des Mantiqueira-Gebirges, vermutlich mit dem Ansinnen, dort einen Quilombo zu errichten.
Die Größe des Aufstands verunsicherte die Großgrundbesitzer, die daraufhin das brasilianische Militär um Unterstützung baten. Eine Truppe unter Anführung von Coronel Lacerda Vernek fand die Gruppe am 11. November 1838. Am Tag darauf wurden Mariana Crioula und Manuel Congo zusammen mit anderen Anführern gefangen genommen. Insgesamt wurde nur 16 Sklaven der Prozess gemacht, sieben Frauen und neun Männern, alle im Eigentum des Generals Manuel Francisco Xavier. Mariana selbst versuchte im Verhör, ihre wahre Rolle bei den Ereignissen zu verbergen, und behauptete, sie sei zur Flucht veranlasst worden. Sie soll gerufen haben, dass sie lieber sterben würde als zurück in die Versklavung zu gehen. Obwohl sie von anderen Angeklagten als die Königin des Quilombo verraten wurde, wurde sie, wie auch alle anderen Frauen, auf Bitten der Großgrundbesitzerin Francisca Elisa Xavier freigesprochen. Die einzige Person, die des Mordes angeklagt war, war Manuel Congo, dessen Urteil zum Tod durch den Strang am 4. September 1839 vollstreckt wurde. Mariana Crioula wurde gezwungen, die Hinrichtung Manuel Congos mit anzusehen.
Über den weiteren Verbleib von Mariana Crioula ist nichts bekannt.

## Erinnerung
Am 24. Februar 2011 wurde Mariana Crioula zur „Heldin des Bundesstaats Rio de Janeiro“ ernannt. Des Weiteren gibt es in Vassouras ein Denkmal in Erinnerung an sie.
Mehrfach wurde der Aufstand im „Vale do Café“ literarisch verarbeitet.